# Ấn Đài
Ấn Đài (chữ Hán phồn thể:印台區, chữ Hán giản thể: 印台区) là một quận của địa cấp thị Đồng Xuyên, tỉnh Thiểm Tây, Trung Quốc. Quận Ân Đài có diện tích 627 km2, dân số năm 2002 là 230.000 người. Quận Ấn Đài được chia thành 2 nhai đạo, 7 trấn và 3 hương. 
- Nhai đạo: Thành Quan, Tam Lý.
- Trấn: Ngọc Hoa, Kim Tỏa, Vương Thạch Ao, Hồng Thổ, A Trang, Quảng Dương, Trần Lò.
- Hương: Ấn Đài, Tiêu Gia Bảo, Cao Lâu.